# María Rivas (Sängerin)

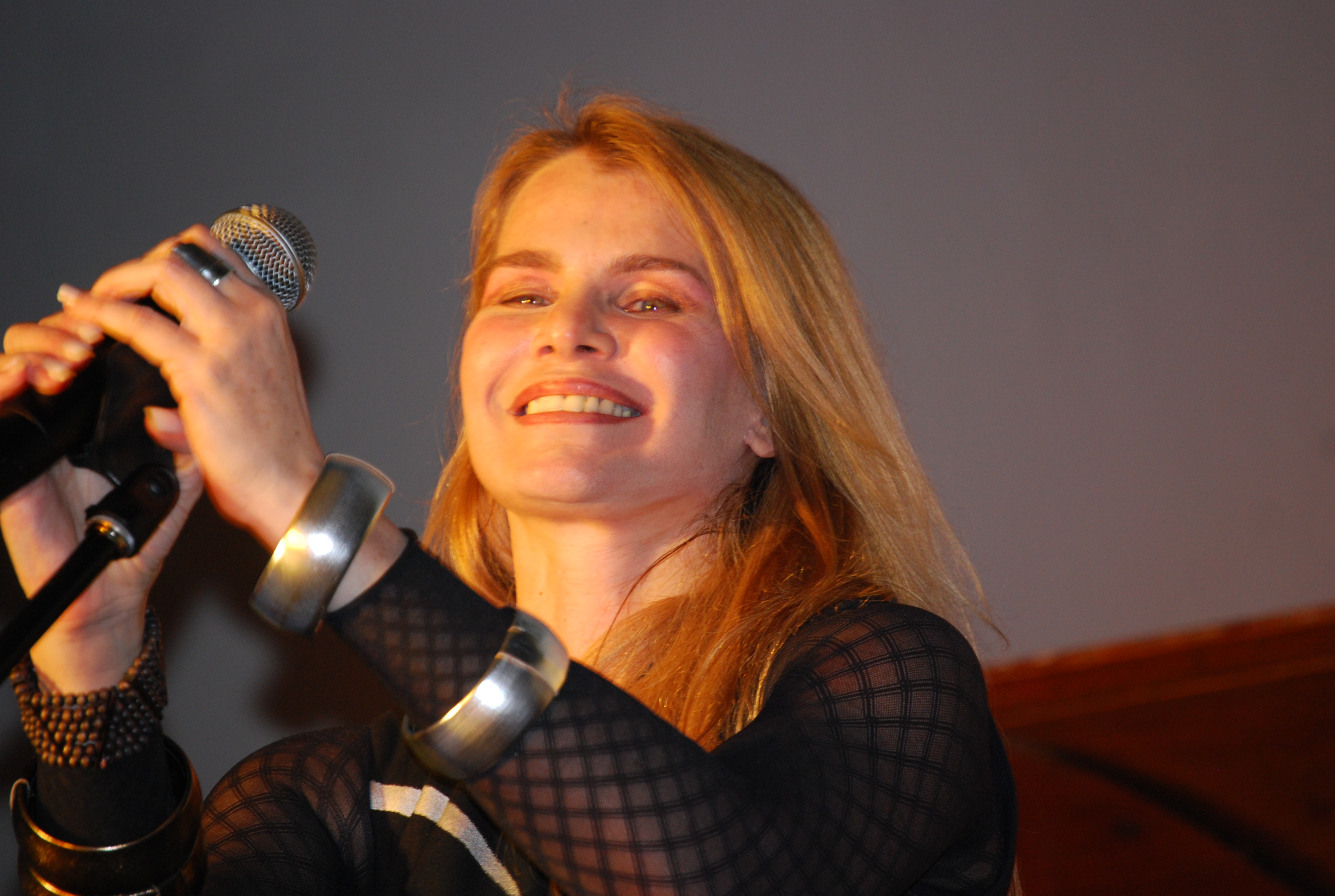
María Rivas, 2008

María Rivas (* 26. Januar 1960 in Caracas; † 19. September 2019 in Miami) war eine venezolanische Sängerin und Komponistin.

## Werdegang
Rivas trat ab 1985 professionell in Nachtclubs von Caracas auf, zog aber bald nach Aruba, wo sie zweieinhalb Jahre lang jede Nacht in der Jazz-Standards Show Sentimental Journey Through Jazz interpretierte. Sie kehrte dann nach Caracas zurück und veröffentlichte 1990 ihr erstes Album Primogenito. Erste Hits hatte sie mit Manduco (1992, aus dem gleichnamigen Album) und dem Jazz-Bolero Como lo haces tú (1994, aus dem Album Mapale). EMI Music International nahm zwei ihrer Titel in die Sammlung Hemisphere Series auf, die in 50 Staaten erschien.
Auslandstourneen führte Rivas u. a. nach Venezuela, Kolumbien, Brasilien, Österreich, Portugal, Bolivien, Panama, Puerto Rico, Deutschland, Italien, Frankreich und Spanien, in die Dominikanische Republik, die Schweiz und die Vereinigten Staaten. Sie trat in Musikprogrammen des venezolanischen Fernsehens und bei karibischen Musikfestivals (u. a. dem Aruba Jazz Festival) auf und war Gast des venezolanischen Sinfonieorchesters. Alberto Naranjo und Dino Nugent arrangierten Stücke für sie, und sie arbeitete mit musikalischen Partnern wie Ruben Blades, Juan Luis Guerra, Cheo Feliciano, Arturo Sandoval, Paquito D’Rivera, Leila Pinheiro und Leny Andrade zusammen. Mehrfach wurde sie als weibliche Vokalistin des Jahres geehrt, außerdem wurde sie mit der La Venus de la Prensa, dem Cacique de Oro, dem Guaicaipuro de Oro, dem Premio Mata de Oro, dem Premio Nacional de la Casa del Artista und dem Premio Blanco y Negro des Journalistenverbandes von São Paulo ausgezeichnet.
In Miami, wo María Rivas seit geraumer Zeit lebte, erlag sie einem längeren Krebsleiden.

## Diskografie
- 1990: Primogénito
- 1992: Manduco
- 1994: Mapalé
- 1996: Muaré
- 1999: Café Negrito
- 2003: En Concierto: Maria Rivas y Aldemaro Romero
- 2005: Aquador
- 2006: María Rivas: 18 Grandes Éxitos
- 2007: Pepiada Queen
- 2010: Live Lunch Break
- 2018: Motivos